# Mega Toby
De Mega Toby special was een speciale aflevering van het televisieprogramma Mega Mindy, uitgezonden in februari 2010. De opnames vonden plaats in de legerkazerne in Leopoldsburg in december 2009.

## Het verhaal
Migrain (Anton Cogen) speelt samen met Toby (Louis Talpe) en de rest van het dorp WO II op het militaire domein. Ook Opa Fonkel (Fred Van Kuyk) en Oma Fonkel (Nicky Langley) zijn ingeschakeld. Oma speelt verpleegster en Opa zorgt voor de realistische oorlogsgeluiden tijdens het spel. Hij gebruikt daarvoor in het geheim een verbeterde versie van Bliep. Telkens als er iemand bij Opa Fonkel komt, verstoppen ze Bliep.

### "Moeder Overste"
Er is slechts een deel van het militaire domein niet toegankelijk voor dit oorlogsspel, want op dat domein staat "Moeder Overste" een supercomputer die in geval van echte oorlog het hele land kan overnemen en besturen. De computer kan op bevel elektriciteit aan- en uitschakelen, elektrische deuren open en sluiten en nog veel meer. Migrain stelt Mieke (Free Souffriau) aan om de computer te bewaken. De boeven Hannes en Wannes willen de computer. Als ze door commandant Dahlia betrapt worden, sluiten ze commandant Dahlia eerst op en gaan daarna met de computer vandoor. Wanneer Mieke op het verboden terrein van de legerkazerne komt, ziet ze dat de twee boeven de supercomputer in handen hebben. Ze probeerde de boeven nog te stoppen, maar dat mislukte. Mieke wordt door de twee boeven overmeesterd en wordt als gijzelaar meegenomen naar het schuilplaats van de boeven.

### Het wachtwoord
De boeven ontdekken later, als ze "Moeder Overste" willen opstarten, dat ze ook een wachtwoord nodig hebben om de supercomputer in werking te laten treden. Als commissaris Migrain zich in het verboden gedeelte van het kazerne verstopt voor Toby, hoort hij gebonk in een kamertje. Hij haalt Toby erbij en samen vinden ze commandant Dahlia. Toby en Migrain bevrijden commandant Dahlia en gaan samen naar Opa en Oma Fonkel. Ze stoppen tijdelijk met het spel. Bij Opa en Oma zien ze een videoboodschap. Daarin zeggen de boeven dat ze het wachtwoord nodig hebben. Daarom willen ze Mieke ruilen voor het wachtwoord. Als Toby, Migrain, Dahlia, Opa en Oma Fonkel naar de afgesproken plek gaan, zien ze dat de boeven Mieke niet bij zich hebben. Toch geeft commandant Dahlia de boeven het wachtwoord: taart. Oma Fonkel wil Mieke zien. Daarom wordt zij ook meegenomen naar de schuilplaats van de boeven.

### Mega Toby tijd
Commissaris Migrain, Toby en Dahlia weten zich geen raad meer nadat Mieke en Oma Fonkel zijn ontvoerd. Dan zegt Opa Fonkel dat het 'Mega Toby tijd' is. Hij transformeert Toby in Mega Toby. Mega Toby gaat samen met commandant Dahlia in de Mega Mobiel de boeven achterna. Mega Toby springt op de wagen van de boeven, terwijl commandant Dahlia terug naar Opa Fonkel en Migrain rijdt. Mega Toby komt zo de schuilplaats van de boeven te weten. Voordat Mega Toby iets kan doen, steken de boeven hun schuilplaats in brand. Toch lukt het Mega Toby Mieke en Oma Fonkel uit de brand te redden. De boeven proberen nog te vluchten. Commissaris Migrain komt eraan met een tank. De boeven schieten met de tank naar Mega Toby, maar hij weert de aanval af. Daarna vecht Mega Toby door tot de boeven uiteindelijk verslagen zijn. Mega Toby gaat naar Mieke. Mieke zegt dat hij haar heeft gered. Ze kussen...
...dan is Mieke bijna klaar met het schrijven van het verhaal in haar dagboek. Ze schrijft nog dat Mega Toby haar een kus geeft en dat ze nog lang en gelukkig leven. Daarna gaat ze met Toby mee om commissaris Migrain te verslaan in het oorlogsspel.

## Cast
| Acteur              | Personage           |
| ------------------- | ------------------- |
| Free Souffriau      | Mieke               |
| Louis Talpe         | Toby & Mega Toby    |
| Nicky Langley       | Oma Fonkel          |
| Fred Van Kuyk       | Opa Fonkel          |
| Anton Cogen         | Commissaris Migrain |
| Matthias Temmermans | Bliep               |
| Elle van Rijn       | Commandant Dahlia   |
| Rudy Morren         | Hannes              |
| David Dermez        | Wannes              |

## Crew

### Algemeen
Regie: Matthias Temmermans
Regie-assistent: Eric Grossey en Martine Temmerman
Verhaal en scenario: Gert Verhulst, Hans Bourlon, Elke De Gezelle, Sven Duym en Matthias Temmermans

### Geluid
Geluid: Thomas Verbruggen
Geluidmontage: Olaf Janssens
Bruitage en onderscore: Olaf Janssens
Klankmix: Jan Van Hende

### Kostuum en make-up
Kostuumontwerp: Joëlle Meerbergen en Griet van Landeghem
Uitvoering kostuums: Kostuumatelier Studio 100 o.l.v. Tinne Laes
Kleedster: Tinne Laes
Make-up: Wendy Van Vossele, Mireille Hoetelmans en Frank Van Wollegem

## Personages

### Hoofdpersonen

#### Mieke
Mieke werkt op de politiebureau van het dorp samen met Toby en commissaris Migrain. Ze is in het geheim verliefd op Toby. Ze heeft dat nog nooit tegen Toby gezegd. Mieke is slim, heeft altijd slimme plannen, maar die plannen worden altijd door commissaris Migrain ingenomen. Als er ergens gevaar is, verandert zij in Mega Mindy.
In de Mega Toby special bewaakt Mieke de supercomputer. Dat lukte niet, want zij werd door de boeven overmeesterd en als gijzelaar meegenomen. Op het einde wordt Mieke gered door Mega Toby.

#### Toby / Mega Toby
Toby werkt op de politiebureau van het dorp samen Mieke en commissaris Migrain. Hij is verliefd op Mega Mindy. Toby probeert altijd als hij Mega Mindy ziet haar te kussen. Dat is nog nooit gelukt. Toby weet niet dat Mieke verliefd op hem is. Hij weet ook niet dat Mega Mindy eigenlijk Mieke is.
In de Mega Toby special speelt hij samen met commissaris Migrain, Opa en Oma Fonkel een oorlogsspel. Dat uiteindelijk uitloopt tot een echte oorlog. Hij transformeert in Mega Toby en moet Mieke, Oma Fonkel en de hele wereld redden. Hij vangt uiteindelijk de boeven.

#### Commissaris Migrain
Commissaris Migrain is niet zo slim. Hij steelt altijd de plannen van Mieke. Hij vindt altijd dat iedereen het denken aan hem moet overlaten. Migrain probeert altijd beroemd te worden door de pers uit te nodigen.
In de Mega Toby special speelt hij een oorlogsspel. Migrain speelt niet in groepje soldaten van Toby. Hij geeft zich daarom ook steeds over wanneer hij door Toby en zijn soldaten achtervolgd wordt en bekogeld wordt met tomaten. Commissaris Migrain probeert ook steeds de aandacht van commandant Delia te trekken.

#### Opa Fonkel
Opa Fonkel is een slimme uitvinder. Hij is ook de maker van Mega Mindy. Hij vindt altijd dingen uit waarmee Mega Mindy de boeven kan verslaan. Opa Fonkel is getrouwd met Oma Fonkel. Zij hebben een kleindochter: Mieke.
In de Mega Toby special moet Opa Fonkel voor realistische geluiden zorgen die bij een oorlog horen. Hij heeft daarvoor in het geheim Bliep meegenomen. Hij is ook degene die Toby in Mega Toby wil veranderen.

#### Oma Fonkel
Oma Fonkel is de Oma van Mieke en is getrouwd met Opa Fonkel. Zij heeft een klein snoepwinkeltje. Ze zingt ook vaak.
In de Mega Toby special speelt Oma Fonkel verpleegster. Als ze weet dat Mieke ontvoerd is wil ze haar zien, waardoor zij ook wordt ontvoerd. Op het einde wordt zij samen met Mieke door Mega Toby gered.

### Medespelers

#### Commandant Dahlia
Commandant Dahlia is de leidinggevende op het militaire domein waar het oorlogsspel wordt gespeeld. Zij heeft een supercomputer waarmee het land, in geval van een echte oorlog, door de supercomputer overgenomen kan worden. Alleen zij heeft het wachtwoord om de supercomputer in werking te stellen. Ze moet uiteindelijk wel het wachtwoord aan de boeven geven om Mieke vrij te krijgen.

#### Hannes
Hannes is een van de twee boeven in de Mega Toby special. Hij beveelt Wannes om van alles te doen. Hannes wil de supercomputer in handen krijgen. Hij verzint allerlei plannen om zijn doel te bereiken. Hij bereikt zijn doel wel, maar wordt op het einde door Mega Toby samen met Wannes verslagen.

#### Wannes
Wannes is een niet zo slimme boef. Hij doet altijd wat Hannes hem vraagt. Wannes is bang in het donker. Hij wordt op het einde samen met Hannes door Mega Toby verslagen.

## Muziek in de special

### Lied
Jij, jij, Toby:
Jaar: 2009
Taal: Nederlands
Lengte: 2:44

### Uitvoerders
Free Souffriau (Mega Mindy)
Backing vocals: Chantal Kashala, Stef Caers en Billie Bentein

### Tekst & muziek
Tekst & muziek: Kurt Burgelman en Miguel Wiels

## Merchandise
- DVD (Met 2 afleveringen van de serie)
- Fotoverhaal
- voorleesboekje

## Trivia
- Studio 100 is op het idee gekomen om een Mega Toby special te maken, omdat de tweede Mega Mindy film was uitgesteld.
- Actrice Free Souffriau speelt in de special ook mee, maar ze is nooit helemaal in beeld te zien door haar zwangerschap. Als het personage Mieke wel helemaal in beeld te zien is, wordt Free Souffriau vervangen door een andere actrice. Haar gezicht is dan niet te zien.